# Nabój 5,8 × 42 mm
5,8 × 42 mm – chiński nabój pośredni.
Pojawienie się pod koniec lat pięćdziesiątych nowego naboju pośredniego 5,56 × 45 mm rozpoczęło wprowadzanie w wielu armiach świata broni na amunicję małokalibrową. W Chińskiej Republice Ludowej początkowo planowano skopiować amunicję amerykańską (rozpoczęto produkcję amunicji 5,56 × 45 mm z pociskiem M193 jako CJ), ale szybko zrezygnowano z tego pomysłu. Podobnie jak w innych krajach uznano nabój M193 za daleki od doskonałości, ale odmiennie od nich uznano, że Chiny mogą wprowadzić do uzbrojenia własny nieużywany nigdzie indziej nabój. Do 1974 roku testowano naboje w pięciu kalibrach, żeby ostatecznie skoncentrować się na nabojach kalibru 5,8 i 6 mm.
W 1979 roku ostatecznie zdecydowano się na kaliber 5,8 mm. W ciągu następnych dwóch lat trwały prace nad dopracowaniem nowego naboju. Pomimo zakończenia prac nad nową amunicją jeszcze przez kilka lat trwały dyskusje nad wprowadzeniem jej do uzbrojenia.
Zakończyły się one po serii testów porównawczych karabinów kalibru 7,62 × 39 mm (karabin Typ 81) i 5,8 × 42 mm (karabin Typ 87). Nowy nabój ma w armii chińskiej zastąpić naboje pośrednie 7,62 × 39 mm i karabinowe 7,62 × 54 mm R.
Wersje naboju 5,8 × 42 mm:
- DPB-87 – wersja zwykła, dla karabinów szturmowych Typ 95 i Typ 03.
- DBP-88 – wersja z pociskiem ciężkim 5 g (77 gr), dla ukaemu Typ 88.
- DBP-95 – wersja specjalna o zmniejszonym rozrzucie, dla karabinu wyborowego Typ 88.